# Приволжский (Марий Эл)
Приво́лжский — посёлок городского типа в Волжском районе Республики Марий Эл России. Является административным центром Волжского муниципального округа.
Население — 3698 чел. (2023).

## География
Расположен в 18 км к северу от города Волжск. Железнодорожная станция Помары на неэлектрифицированной линии Зелёный Дол — Йошкар-Ола. В 2 км к западу от посёлка проходит автодорога Р175 Волжск — Йошкар-Ола. В 5 км к северу от посёлка проходит южная граница национального парка «Марий Чодра».

## История
Посёлок основан 10 июля 1980 года как рабочий посёлок на базе птицефабрики «Волжская» и железнодорожной станции Помары (бывший Красный Яльчик). В 2025 году стал административным центром новообразованного Волжского муниципального округа.

## Население
| 1989  | 2002  | 2009  | 2010  | 2012  | 2013  | 2014  | 2015  | 2016  |
| ----- | ----- | ----- | ----- | ----- | ----- | ----- | ----- | ----- |
| 3795  | ↗4161 | ↗4349 | ↘4159 | ↘4118 | ↘4016 | ↘3974 | ↘3926 | ↗3949 |
| 2017  | 2018  | 2019  | 2020  | 2021  | 2023  |       |       |       |
| ↗3955 | ↘3914 | ↘3883 | ↘3828 | ↘3789 | ↘3698 |       |       |       |

Национальный состав
По итогам переписи населения 2020 года проживали следующие национальности (национальности менее 0,1 % и другое см. в сноске к строке «Другие»):
| Национальность | Численность, чел. | Доля     |
| -------------- | ----------------- | -------- |
| Марийцы        | 2413              | 63,68 %  |
| Русские        | 1196              | 31,57 %  |
| Татары         | 49                | 1,29 %   |
| Чуваши         | 23                | 0,61 %   |
| Мордва         | 9                 | 0,24 %   |
| Белорусы       | 8                 | 0,21 %   |
| Удмурты        | 5                 | 0,13 %   |
| Другие         | 86                | 2,27 %   |
| Итого          | 3789              | 100,00 % |

## Образование
В посёлке находится Приволжская средняя общеобразовательная школа.
К дошкольному образованию относятся три детских сада.

## Спорт
На территории посёлка действует Приволжский Физкультурно-оздоровительный комплекс. В комплексе расположены бассейн (малая и большая чаши), тренажёрный зал и спортзал.

## Промышленность
- АО «Волжское РМП» (ранее «Сельхозтехника»; с 1940; в настоящее время не существует);
- Помарская нефтебаза (с 1968; в настоящее время не существует);
- ГУП «Птицефабрика „Волжская“» (с 1970; в настоящее время банкротство и реорганизация);
- АО «Приволжскагрострой» (ранее ДСПМК; с 1976);
- ОАО «Приволжское» (ранее Помарский комбикормовый завод; с 1978; в настоящее время реорганизовался в банкротство);
- МУМ ПЖКХ (ранее комбинат коммунальных предприятий посёлка Приволжский; с 1991);
- Верхневолжское предприятие межсистемных электрических сетей (ВВП МЭС) «Волга» (с 1992); (Средне-Волжское ПМЭС + Верхне-Волжское ПТОиР ЕНЭС);
- Бюро технической инвентаризации (с 1994);
- ООО «В+2» (с 1997);